# Техасский музей культурного наследия лужичан

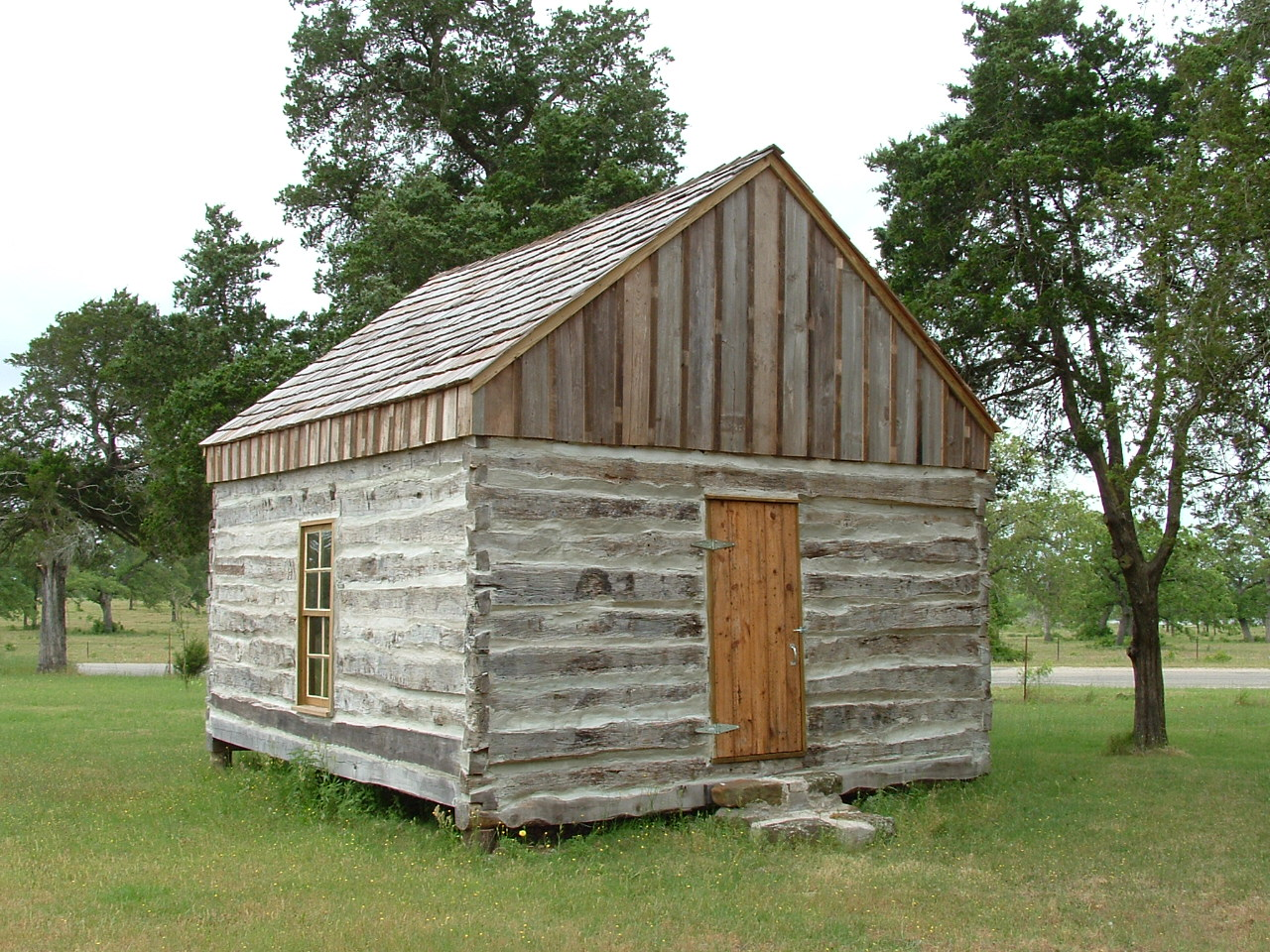
Лужицкий пионерский бревенчатый домик на территории лютеранской церкви Святого Павла

Техасский музей культурного наследия лужичан (англ. Texas Wendish Heritage Museum) — музей, находящийся в населённом пункте Сербин, Техас, США. Единственный музей, посвящённый истории и культуре лужицкого народа в Северной Америке. Находится около лютеранской церкви святого Павла.
В XIX и начале XX веков Сербин был «материнской колонией» для эмигрантов из Лужицы. В прошлом в здании располагалась лужицкая средняя школа для детей лужичан, составлявших значительное большинство в Сербине.
Музей представляет собой комплекс одноэтажных зданий. В настоящее время музей состоит из нескольких небольших выставочных залов. В состав музея входят также два отдельно стоящие оригинальные бревенчатые крестьянских дома, построенные в 1856 году вскоре как сюда прибыли первые переселенцы из Лужицы. Музей демонстрирует несколько оригинальных экспонатов, посвящённых лужицкой культуре, в частности — пасхальные яйца, народные костюмы, рукописи и множество фотографий.
При музее действует архив и библиотека под названием «Lillie Moerbe Caldwell Memorial Library», которая собирает печатные издания на лужицких, немецком и английском языках, посвящённые лужицкой культуре. Архив собирает личные документы, фотоматериалы и источники, связанные с генеалогией различных лужицких родов. В архиве хранится несколько редких рукописей.
При музее действует сувенирная лавка.
Музей открыт со вторника по воскресенье с 13.00 до 17.00 часов.